# Helen Hayes
Helen Hayes (Washington, 1900. október 10. – Nyack, New York, 1993. március 17.) kétszeres Oscar-díjas amerikai színésznő.
Közel 70 éves pályafutása alatt kiérdemelte az „Amerikai Színház First Ladyje” becenevet, és az első 12 ember egyike volt, akik  karrierjük során elnyerték az Oscar-, a Grammy-, az Emmy- és a Tony-díjat egyaránt. Hayes 1986-ban megkapta az Egyesült Államok legmagasabb civil kitüntetését, az Elnöki Szabadság Érmet Ronald Reagantől. Ő a névadója a Helen Hayes-díjnak. Ez egy washingtoni színházi díj, amellyel a városi színészeket tüntetik ki 1984 óta. Az egykori Fulton Színház a New York-i Broadwayen is az ő nevét viseli.
A filmiparban betöltött szerepének köszönhetően csillagja megtalálható a Hollywood Walk of Fame-en.

## Fiatalkora
1900. október 10-én született Washingtonban. Édesanyja Catherine Estelle Hayes tehetséges színésznő volt, aki színtársulatokkal turnézott. Édesapja Francis van Arnum Brown több helyen is dolgozott, többek között volt a Washingtoni Szabadalmi Hivatal írnoka és eladó egy hentes nagykereskedőnél. Hayes ír származású anyai nagyszülei Írországból vándoroltak be a nagy burgonyaéhínség idején.
Hayes színpadi karrierje nagyon fiatalon kezdődött, állítása szerint már 5 évesen énekelt a washingtoni Belasco Színházban. Első rövidfilmjébe 10 évesen került. Érettségijét a katolikus Szent Szív Kolostor Iskolájában szerezte, 1917-ben. Hollywoodba akkor került, amikor színdarabíró férje Charles MacArthur szerződést írt alá a filmiparral.

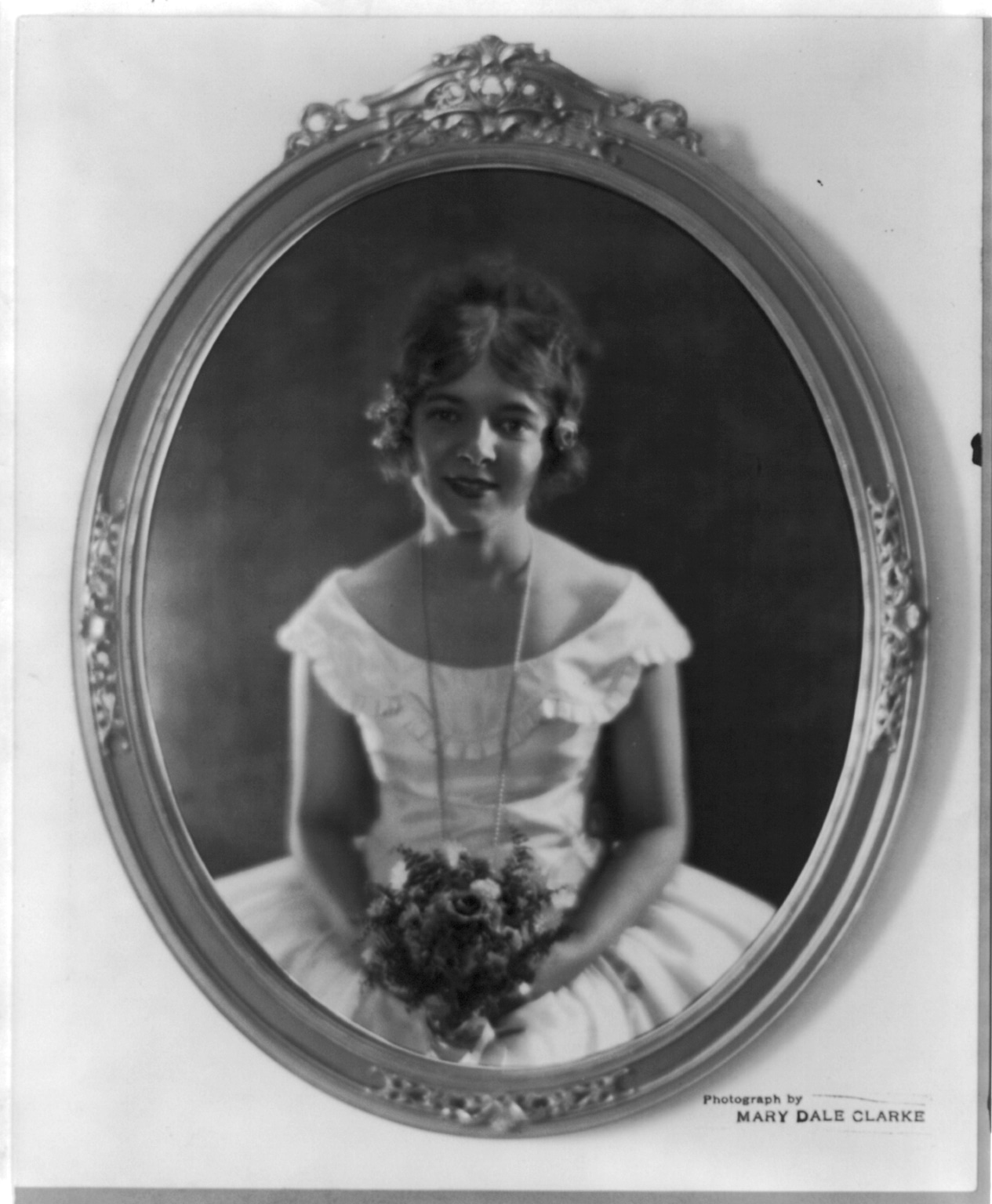
A fiatal Hayes 1921-ben

## Pályafutása
Hangosfilmes bemutatkozása a Madelon Claudet bűnében (1931) történt, amivel rögtön elnyerte az Oscar-díjat a legjobb női főszereplő kategóriában. Ezt olyan sikerfilmek követték, mint az Arrowsmith (1931) vagy a Búcsú a fegyverektől (1932) Gary Cooper oldalán, akit Hayes kifejezetten vonzónak talált.
1935-ben visszatért a Broadwayre, ahol három éven keresztül volt látható a Victoria Regina címszerepében, partnere Vincent Price volt Albert hercegként.
Az 1950-es években ment vissza Hollywoodba forgatni, ahol egyre nagyobb sikereket ért el. Játszott Ingrid Bergman és Yul Brynner oldalán az Anasztáziában (1956), de legnagyobb sikerét az Airport (1970) című katasztrófafilmben érte el, melyért másodszor is megkapta az Oscar-díjat, ezúttal legjobb női mellékszereplő kategóriában.
Utolsó Broadway szerepe a Harveyban volt James Stewart mellett, 1970-ben. A '80-as években két alkalommal is eljátszotta Agatha Christie világhírű karakterét, Miss Marplet a filmvásznon.

## Magánélete
Hayes római katolikus vallású volt, politikailag pedig a Republikánus Párt támogatója. A párt több gyűlésén is részt vett, de politikai nézeteit nem fejtette ki olyan határozottan, mint más republikánus színészek abban az időben (pl.: Adolphe Menjou, Ginger Rogers, John Wayne stb.)
Három önéletrajzi könyvet írt: A Gift of Joy, On Reflection és My Life in Three Acts. Könyvei gyakori témája visszatérése a katolicizmushoz (az Egyház kizárta a közösségből a MacArthurral való házassága alatt, aki protestáns és elvált volt) és egyetlen lánya, Mary 19 éves korában bekövetkezett halála. Hayesnek és férjének volt egy örökbefogadott fia, James MacArthur (1937-2010), aki később maga is színész lett.
Súlyosbodó asztmája miatt többször is kórházi kezelésre szorult, amin csak rontott a színpadi por, ezért 1971-ben végleg elbúcsúzott a színháztól.

## Halála
Lillian Gish ráhagyta a birtokát, de Hayes csak kevesebb mint egy hónappal élte túl kolléganője halálát. 1993. március 17-én hunyt el szívelégtelenség következményében. A New York állambeli Nyack városában helyezték örök nyugalomra, az Oak Hill Cemeteryben. Az Amerikai Posta 2011-ben emlékbélyeget bocsátott ki tiszteletére.

## Jelentősebb díjai
- Oscar-díj
  - díj: legjobb női főszereplő - Madelon Claudet bűne (1932)
  - díj: legjobb női mellékszereplő - Airport (1971)
- Tony-díj
  - díj: legjobb női főszereplő színdarabban - Happy Birthday (1947)
  - díj: legjobb női főszereplő színdarabban - Time Remembered (1958)
- Velencei Nemzetközi Filmfesztivál
  - díj: legjobb színésznő - Madelon Claudet bűne (1932)

## Fontosabb filmjei
- 1977 - A kapitány kincse / Reszkessetek kincsrablók (Candleshoe) - Lady Gwendolyn St. Edmund
- 1975 - Ellopták a dinoszauruszt (One of Our Dinosaurs Is Missing) - Hettie
- 1974 - A kicsi kocsi újra száguld (Herbie Rides Again) - Mrs. Steinmetz
- 1970 - Airport - Ada Quonsett
- 1956 - Anasztázia (Anastasia) - Maria Feodorovna
- 1932 - Búcsú a fegyverektől (A Farewell to Arms) - Catherine Barkley
- 1931 - Arrowsmith - Leora Arrowsmith
- 1931 - Madelon Claudet bűne (The Sin of Madelon Claudet) - Madelon Claudet

## Fordítás
- Ez a szócikk részben vagy egészben  a   Helen_Hayes című angol Wikipédia-szócikk fordításán alapul.  Az eredeti cikk szerkesztőit annak laptörténete sorolja fel. Ez a jelzés csupán a megfogalmazás eredetét és a szerzői jogokat jelzi, nem szolgál a cikkben szereplő információk forrásmegjelöléseként.